# سفر ناحوم

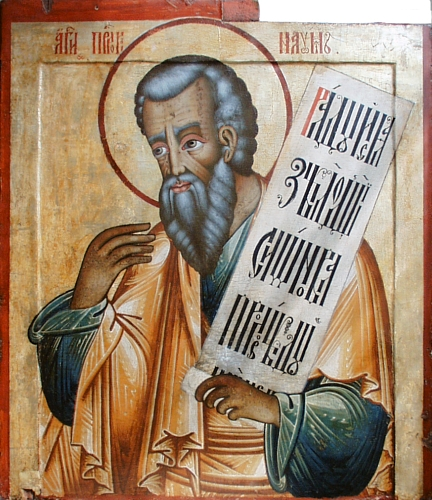

سفر ناحوم هو السفر السابع بين أسفار الأنبياء الصغار الإثني عشر في التناخ والعهد القديم.
و هو يشير إلى النبي ناحوم ، و على الأرجح إنه قد كُتِبَ في القدس في القرن السابع قبل الميلاد.

## نظرة شاملة
سفر ناحوم يتكون من جزئين:
- الفصل الأول : يظهر عظمة وقدرة اللّه في الخير والشدة.[6]
- الفصل الثاني والثالث : يصف سقوط نينوى و التي حصلت لاحقاً في سنة 612 قبل الميلاد، حيث وصف ناحوم الحصار والنشاط المحموم لقوات نينوى وهم يحاولون عبثاً وقف الغزاة. بشاعرية، أصبح مشاركًا في المعركة، ومع المفارقة الخفية، صاح بأوامر القتال بصوت عالي إلى المدافعين. و قد أستخدم ناحوم العديد من التشبيهات و الاستعارات .من المفارقة أن نينوى تقارن بالأسود، في إشارة إلى الأسد كرمز آشوري للسلطة. نينوى هي أسد القوة التي لديها عرين كامل من الفرائس الميتة ولكنها ستصبح ضعيفة مثل الأسد المختبئ في عرينه. يأتي الأمر إلى خاتمة بأغنية تميمة وجنازة الموتى من التدمير الوشيك لنينوى و «النوم» أو موت الشعب الآشوري وزوال الحكام الأشوريين العظماء.